# Macrocollum

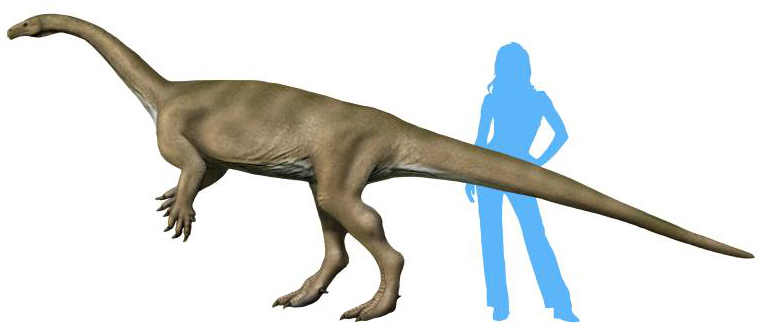
Macrocollum itaquii

Macrocollum itaquii is een plantenetende dinosauriër, behorend tot de Sauropodomorpha, die tijdens het late Trias leefde in het gebied van het huidige Brazilië.

## Vondst en naamgeving
Rodrigo Temp Müller en Sérgio Dias-da-Silva groeven in 2013 samen met Dilo Wachholz, Olímpio Neu, Cladis Müller Kobs, Mariana Kobs, Gercides Müller en Estefânia Temp Müller op de Wachholzvindplaats ten noordoosten van Agudo in Rio Grande do Sul drie skeletten van sauropodomorfen op. Gercides Müller, de oom van paleontoloog Rodrigo Temp Müller, had de vindplaats in 2012 ontdekt; Estefânia Temp Müller is diens grootmoeder.
In 2018 benoemden en beschreven Rodrigo Temp Müller, Max Cardoso Langer en Sérgio Dias-da-Silva de typesoort Macrocollum itaquii, De geslachtsnaam is een combinatie van het Oudgrieks μακρός, makros, "lang", en het Latijn collum, "nek" en verwijst naar het feit dat het dier een van de oudste sauropodomorfen was met een echt lange nek. De soortaanduiding eert José Jerundino Machado Itaqui, een van de oprichters van het Centro de Apoio à Pesquisa Paleontológica da Quarta Colônia, Universidade Federal de Santa Maria, een centrum voor ondersteuning van paleontologische opgravingen.

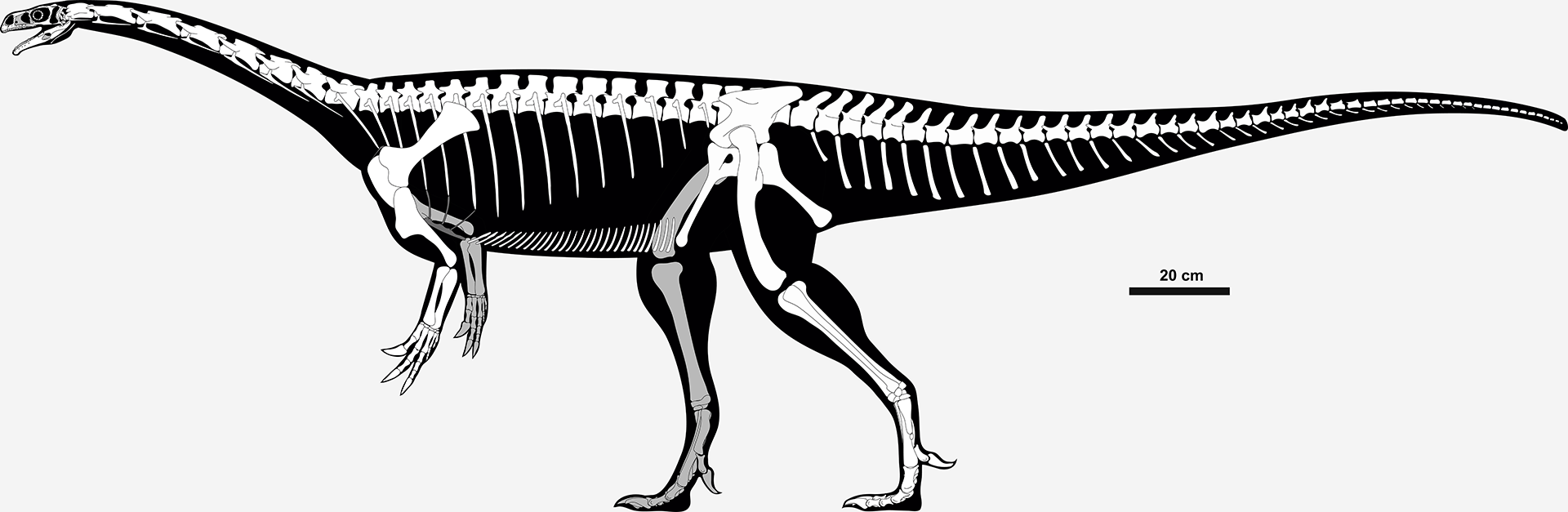
Een diagram van het holotype

Het holotype, CAPPA/UFSM 0001a, is gevonden in de bovenste Candaláriareeks, in een laag die dateert uit het vroege Norien en ongeveer 225,42 miljoen jaar oud is. Het bestaat uit een vrijwel volledig en in verband liggend skelet. De andere twee skeletten zijn als paratypen aangewezen. CAPPA/UFSM 0001b is een vrijwel volledig en in verband liggend skelet dat onder het holotype werd aangetroffen. CAPPA/UFSM 0001c is een in verband liggend skelet zonder schedel dat ook de nek mist.

## Beschrijving

### Grootte en onderscheidende kenmerken
Macrocollum is ongeveer drieënhalve meter lang. Het gewicht werd geschat op honderd kilogram.
De beschrijvers wisten enkele onderscheidende kenmerken vast te stellen. Die vormden een unieke combinatie van eigenschappen. De uitholling rond de zijdelingse snuitopening, de fenestra antorbitalis, wordt vooraan doorboord door een kleinere opening, de fenestra promaxillaris. De binnenrand van het bovenste slaapvenster toont een eenvoudige buiging ter hoogte van de beennaad tussen het voorhoofdsbeen en het wandbeen. Het bovenste gewrichtsvlak van het eerste middenhandsbeen is overdwars smal. Het heupgewricht is niet volledig open aan de binnenzijde. De lengtegroeve van het zitbeen bereikt daarvan niet de achterste helft. Het dijbeen heeft geen zijdelings verdikte beenstijl onder de trochanter major. De binnenste onderste gewrichtsknobbel van het dijbeen is ongeveer rechthoekig in onderaanzicht. Het bovenste deel van het tweede middenvoetsbeen heeft een rechte binnenrand.
In lagen van vrijwel dezelfde ouderdom en locatie is in Brazilië de sauropodomorf Unaysaurus aangetroffen. Macrocollum heeft een bouw die sterk overeenkomt met de morfologie van die verwant en is er vermoedelijk de zustersoort van. De beschrijvers besteedden dan ook speciale aandacht aan verschillen tussen beide taxa om de mogelijkheid te weerleggen dat het bij Macrocollum simpelweg om drie exemplaren van Unaysaurus gaat. Het smallere eerste middenhandsbeen, de rechte in plaats van holle binnenrand van het tweede middenvoetsbeen en de doorlopende in plaats van uitspringende binnenrand van het bovenste slaapvenster zijn drie van die verschillen. Er zijn nog twee andere mogelijke verschillen maar die zijn minder zeker. Macrocollum mist een extra venster achter de fenestra praemaxillaris. Macrocollum heeft een beter ontwikkelde kam op de onderzijde van het voorhoofdsbeen aan de binnenzijde van de uitholling voor de reuklob.

### Skelet
De kop is langwerpig, relatief klein met de helft van de lengte van het dijbeen en elegant gebouwd. Het neusgat is groot met een driehoekig profiel en een verticale achterrand. Het bovenkaaksbeen raakt de achterzijde van het neusgat. In de zijkant van het bovenkaaksbeen bevindt zich een grote rechthoekige uitholling. De eigenlijke fenestra antorbitalis beslaat daarvan een relatief klein deel, hoog aan de achterzijde met een tongvormig profiel waarvan de ronde zijde naar voren gericht is. Aan de voorzijde van de uitholling, aan de onderste voorrand, bevindt zich een grote driehoekige fenestra promaxillaris. De oogkas is groot met een horizontale lengte gelijk aan de fossa rond de fenestra antorbitalis. Daarachter ligt een licht ingesnoerd hoog onderste slaapvenster. In bovenaanzicht is er een venster tussen de neusbeenderen zichtbaar. Op het schedeldak draagt het prefrontale bij aan de rand van de oogkas.
Het kaakgewricht bevindt zich maar iets onder het niveau van de tandrij, wat wijst op een geringe bijtkracht. De onderkaak is achteraan vrij hoog maar niet door een coronoïde uitsteeksel. Het dentarium verlaagt zich naar voren toe en buigt iets naar beneden. Achteraan is het retroarticulair uitsteeksel lang maar niet gebogen. Er is een lang tongbeen aangetroffen.
Er staan vier tanden in de praemaxilla, zo'n drieëntwintig in het bovenkaaksbeen en zo'n eenentwintig in de onderkaak voor een totaal van ongeveer zesennegentig. De tanden staan dicht opeen, overlappen elkaar zelfs iets, zijn regelmatig gevormd, zijn recht en staan haaks op de kaakrand. De maxillaire en dentaire tanden zijn aan de basis ingesnoerd. Ze hebben grote vertandingen die schuin naar het spits gericht zijn. Het verhemelte draagt geen pterygoïde tanden, zoals de eerste sauropodomorfen uit het Carnien nog wel hebben.
De halswervels zijn duidelijk verlengd. De vierde halswervel is zesmaal langer dan hoog. De halswervels hebben lange, lage, doornuitsteeksels. Hun voorste gewrichtsuitsteeksels zijn spits en staan horizontaal. De voorste ruggenwervels hebben nogal korte, driehoekige, doornuitsteeksels maar al snel worden ze hoger en plaatvormig. Het heiligbeen bestaat uit drie sacrale wervels waaronder een ingevangen dorsosacraal uit de rug. In de staartbasis zijn de chevrons relatief lang, tweemaal langer dan de horizontale lengte van hun wervellichamen. In 2023 meldde een studie de aanwezigheid van luchtkamers in de halswervels, gevormd door het binnendringen van de luchtzakken van het ademhalingssysteem. Macrocollum was de meest basale sauropodomorfe soort waarbij een zulke pneumatisering was aangetoond.
In alle exemplaren zijn schouderblad en ravenbeksbeen niet vergroeid wat kan betekenen dat de dieren nog niet volgroeid waren. Er werd geen schatting gegeven van de mogelijke volwassen grootte. Het schouderblad is sterk ingesnoerd en aan het bovenste uiteinde verbreed.
De voorpoot is niet aangepast aan een dragende functie. De bovenkant van het opperarmbeen is vlak en maar weinig verbreed. De deltopectorale kam is echter krachtig ontwikkeld. De onderarm is korter dan de bovenarm. De ellepijp mist bovenaan een diepe uitsparing om het spaakbeen te ontvangen. De processus olecrani is zwak ontwikkeld zodat de arm ook niet in staat was tot een krachtige afzet. De hand is wat langer dan de ellepijp. De eerste vinger is het meest robuust en staat af. Hij draagt een lange klauw. De tweede en derde vinger zijn langer. De tweede handklauw is groter dan de derde. De vierde en vijfde vinger zijn sterk gereduceerd. Zoals bij alle dinosauriërs missen ze handklauwen.
In het bekken is het darmbeen recht en laag. Het voorblad vormt een korte spitse punt, het achterblad is langer en mee rechthoekig. Er is een brede scherpe antitrochanter. Die overkapt een breed heupgewricht waarvan de binnenwand gesloten is. Dit is een basaal kenmerk dat gedeeld wordt met Jaklapallisaurus. Meer afgeleide sauropodomorfen hebben een open, doorboord, heupgewricht. Het schaambeen is smal, met een kleine voet. Het hoofdlichaam ervan wordt hoog doorboord door een foramen obturatum. Het zitbeen heeft vier vijfden van de lengte van het schaambeen. Het heeft een bredere schacht die in het midden een driehoekige dwarsdoorsnede heeft maar aan het uiteinde ronder wordt door een verticale verbreding zodat een wat grotere voet ontstaat.
Het dijbeen heeft bij het holotype een lengte van 334 millimeter. Het is relatief recht, wat gezien werd als een minder sterke aanpassing aan een rennende levenswijze. Vooral in vooraanzicht zit er echter nog een duidelijke S-vormige kromming in. Het heeft een lage maar duidelijke trochanter minor. Het gewrichtsvlak van de dijbeenkop heeft een goed ontwikkelde achterste binnenhoek. De vierde trochanter, de aanhechting voor de retractorspier die het dijbeen naar achteren trok, is asymmetrisch en hoof geplaatst, een teken dat een goed vermogen tot rennen bleef behouden. Het scheenbeen heeft 90% van de lengte van het dijbeen wat het hele onderbeen nog vrij lang maakt, ook weer nuttig om te rennen. Het sprongbeen heeft een sterk naar boven uitgegroeide binnenste knobbel, een kenmerk dat weer met Jaklapallisaurus wordt gedeeld.
De voet is niet zeer lang maar wel slank met matig verlengde teenkootjes, afwijkend van de robuuste kootjes van Plateosaurus. De formule van de teenkootjes is 2-3-4-5-1. DE vijfde teen is zeer rudimentair, slechts bestaande uit een dun botstompje.

## Fylogenie
Macrocollum werd binnen de Sauropodomorpha in de voor deze gelegenheid nieuw benoemde klade Unaysauridae geplaatst. Een exacte cladistische analyse had als uitkomst dat het de zustersoort was van Unaysaurus. Beide soorten leefden eerder dan basalere vormen die in Europa zijn aangetroffen, zoals Thecodontosaurus uit Wales en Efraasia uit Duitsland. Ze zouden een 50% langer zijn dan die meer basale vormen en zuivere planteneters zijn geworden, waarvoor de tweemaal langere nek, zo lang als de romp, een aanpassing zou zijn, onder andere om hoger in de bomen te reiken. Als andere aanpassingen die deze ontwikkelingsgraad zouden typeren, werden het gebit en de kleine kop genoemd. Tegelijkertijd zou een rennende levenswijze verlaten zijn wat ertoe leidde dat het dijbeen rechter werd en langer dan het scheenbeen. De geringere spiermassa van de achterpoot zou weerspiegeld worden door het verlies van de verdikking onder de trochanter major. De lichtgebouwde voet zou echter tonen dat dit proces bij Macrocollum nog niet voltooid was.

## Levenswijze
Macrocollum moet een van de belangrijkere planteneters van zijn leefgebied geweest zijn maar zijn beperkte buikholte zal zijn voedselkeuze beperkt hebben tot meer energierijke kost. Aetosauria en vooral de soms tonnen zware Dicynodontia, waren de grotere planteneters.
De beschrijvers zagen de concentratie van fossielen als het oudste eenduidige bewijs dat sauropodomorfen in kudden leefden.